# Apostasia

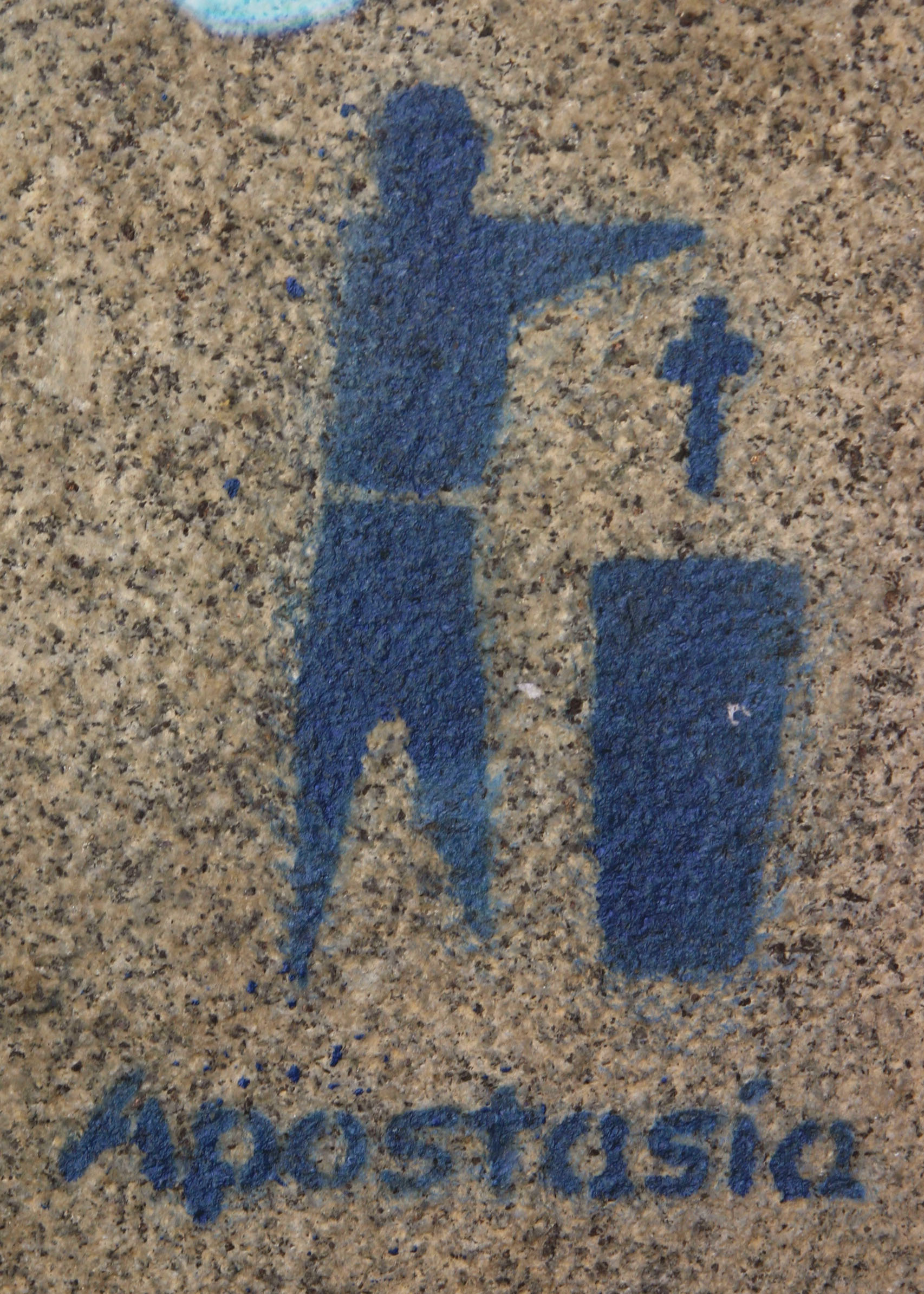
Logotip de la campanya per l'apostasia col·lectiva a Espanya, que demana la defecció de l'Església catòlica

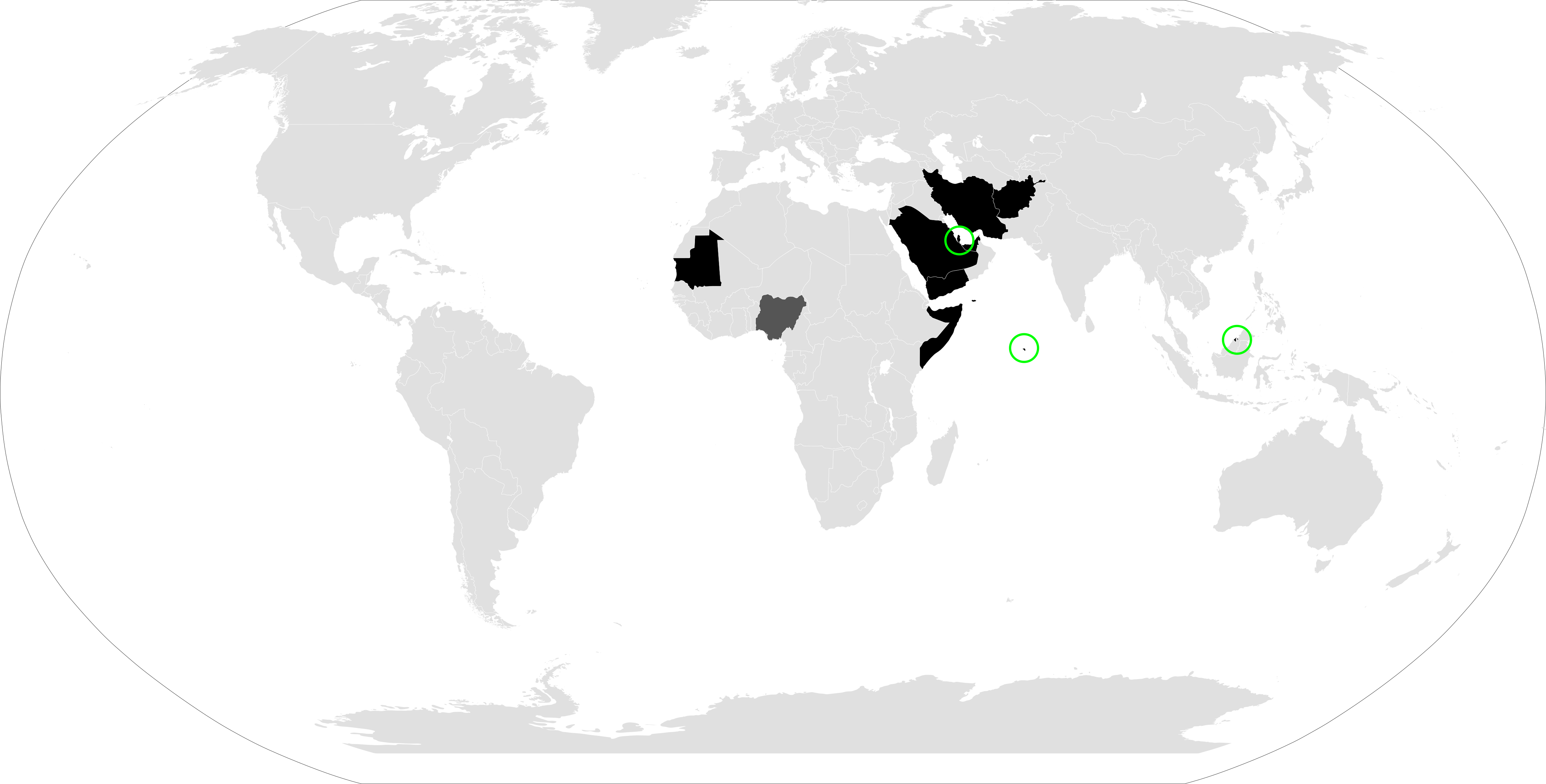
Estats amb pena de mort per apostasia

L'apostasia (del grec antic αποστασία, "desertar" o "revoltar-se", de απο, apo, "fora, a part", στασις, stasis, "posició") és l'acte de renunciar a la religió que hom professa (o a la que està reconegut). Qui comet apostasia és un apòstata; així per exemple, l'emperador romà Julià, educat en el cristianisme, va decidir tornar al paganisme i restablir els antics cultes; per això, se'l coneix com a Julià l'Apòstata (361-363).
L'apostasia és doncs la renúncia o abjuració d'una fe.
En aquest sentit observem una línia general de significat en totes les accepcions. Enfront de l'heretgia, sembla que l'apostasia suposa un abandó o negació total de la doctrina original. És a dir, en comptes de negar un dogma de la doctrina es nega la doctrina completa. Mentre que l'apòstata o l'heretge neguen en tot o en part (respectivament) la doctrina, el pagà és un que no coneix —o que encara no hi ha estat iniciat— la doctrina.

## El dret civil i les religions

### El dret civil
A Occcident vigeixen els principis de separació entre l'Església i l'Estat i la llibertat de religió que implica el dret de no adherir a cap confessió religiosa o de convertir-se.
Un cas particular és el llibre de baptisme de l'Església Catòlica, que era de costum des de l'edat mitjana i que va esdevenir obligatori pel Concili de Trento (1563). Aquest registre és segons la jurisprudència moderna una base de dades personals. És sotmés ipso facto a les lleis sobre la protecció de dades personals, el dret de conéixer quines dades una organització conserva i el dret a l'oblit. El dret —o no— de ser ratllat d'aquest llibre és un subjecte de controvèrsia jurídica entre apostates i l'administració de l'església.
Als Països Catalans d'Espanya, el dret a l'apostasia és protegit per l'article 16 de la Constitució de 1978 sobre la llibertat ideològica, religiosa i de culte. A la Catalunya del Nord la llibertat d'adherir —o no— à un cult religiós és protegida per la llei del 9 de desembre de 1905.
Les religions consideren l'apostasia un vici, una corrupció de la virtut, un pecat greu. Poden tenir conseqüència personals, però només de  caràcter religiós, com per exemple perdre el dret al funeral a l'església o el dret a treballar per a una institució religiosa. Nogensmenys a l'Àfrica, l'Orient Mitja el 2014 encara vint-i-dos estats criminalitzen l'apostasia, amb penes que poden anar fins a la pena de mort.

### Catolicisme: el Dret Canònic
En l'Església cristiana primitiva, l'apostasia era considerada com un pecat imperdonable, equiparable a l'assassinat i l'adulteri. Més endavant es va considerar perdonable després de fer una penitència pública.
En el catecisme de l'església catòlica hi trobam múltiples referències a aquesta noció, entre les quals s'establix que l'apostasia és una ruptura que lesiona la unitat de l'Església, juntament amb l'heretgia i el cisma.
El cànon 751 del Codi de Dret Canònic defineix així el terme: Apostasia és el rebuig total de la fe cristiana. També trobem una altra referència (cànon 1041.2) on es parla de l'apostasia com d'un delicte (i per tant d'un acte punible).
L'apostasia té un sentit especial en el catolicisme si es mira des del prisma del que és batejat sense tenir la capacitat per a consentir: el bateig introduïx el nen a la comunitat catòlica com a membre d'aquesta, malgrat que ell no és conscient d'això i no ha triat lliurement ser batejat. El Codi de Dret Canònic no contempla, malgrat això, l'apostasia com una opció dels fidels, sinó només com un delicte.
No obstant això, el mateix codi establix en el cànon 393 que el bisbe diocesà representa a la diòcesi en tots els negocis jurídics. És per això que és el bisbe qui té competència per a acceptar l'apostasia d'un fidel i, en última instància, la Conferència Episcopal és qui podrà decidir si s'accepta o no l'apostasia en el nostre país. A la Unió Europea, tothom té el dret d'apostatar o de canviar de religió.

### Islam
L'apostasia té cabuda en altres religions, i no només en la catòlica. Així, per exemple, l'islam estableix la pena de mort per a tot aquell que abandoni la religió musulmana. No obstant això, hi ha polèmica en aquest punt: mentre uns estudiosos afirmen que és un mandat de l'Alcorà, uns altres afirmen que no hi ha en el llibre sagrat cap text que doni fonament a la pena capital.

### Judaisme
Segons la religió juadica, apostatar és un pecat terrible.

## Altres accepcions
Deixant de costat l'aspecte religiós, cap analitzar altres usos de la paraula:
Alguns ateus i agnòstics usen el terme per a descriure la pèrdua de fe en la religió. Altres moviments, com els laïcistes, lliurepensadors i científics, utilitzen l'apostasia com a part de la seva lluita per la llibertat de consciència i com una opció vàlida per a una societat més lliure. També s'empra per conversos a una nova religió o per altres motius distints (com pot ser cometre una greu falta cap a la pròpia religió).